# Eclissi solare del 14 ottobre 2042
L'eclissi solare del 14 ottobre 2042 è un evento astronomico che avrà luogo il suddetto giorno attorno alle ore 02:00 UTC.